# CBGB

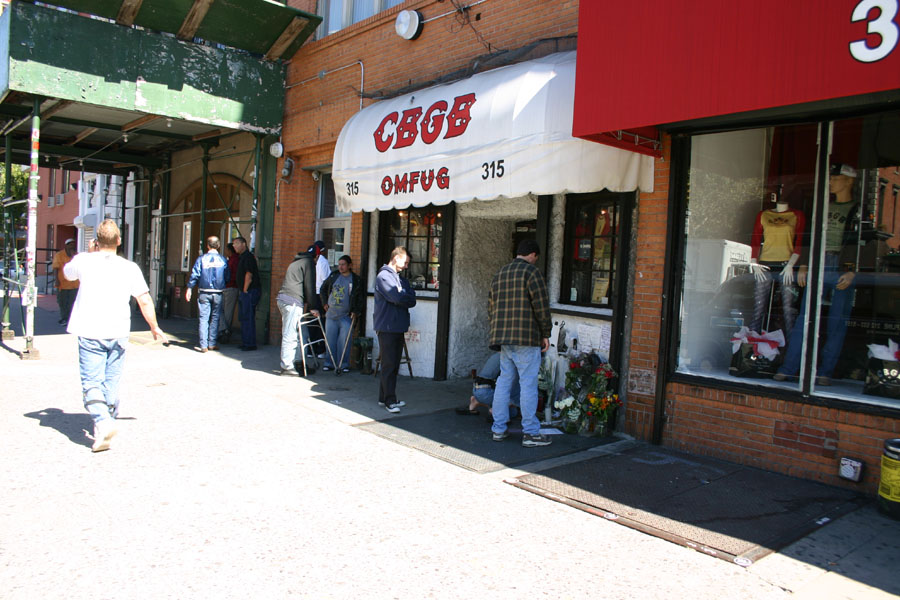
Imagen del exterior del CBGB, en 2005.

CBGB fue un club emblemático del punk rock y la new wave, ubicado en Nueva York, Estados Unidos, en el 315 de Bowery entre la 1.ª y 2.ª Calle en el Lower East Side de Manhattan. Abierto en 1973 por Hilly Kristal donde anteriormente funcionó un bar de moteros y después un antro. Las iniciales CBGB significan Country, Blue Grass and Blues por los estilos que allí se tocaban inicialmente; y OMFUG, la otra parte del nombre, Other music for uplifting gormandizers, que significa "Otra música para nacientes consumidores" (teniendo en cuenta que la palabra "gormandizer" se define como devorador de comida se la puede entender como el mismo Hilly lo interpretó, devorador de música, sentido más adecuado que el de consumidor). CBGB se convirtió en un local famoso del punk y new wave donde eran habituales bandas como Ramones, Television, Patti Smith Group, Blondie, y Talking Heads. Desde los años 1980 en adelante, el club fue conocido por el hardcore punk. El local cerró en 2006 y su dueño falleció en 2007.
Un escaparate junto al CBGB se convirtió en el "CBGB Record Canteen", una tienda de discos y café. A finales de los años 1980, "CBGB Record Canteen" se convirtió en una galería de arte y espacio de actuación llamado "CB's 313 Gallery". En CB's Gallery tocaban artistas de sonidos más suaves como rock acústico, folk, jazz, o música experimental, artistas como Dadadah, Kristeen Young y Toshi Reagon, mientras CBGB continuaba con mostrar principalmente hardcore punk, post punk, metal, y rock alternativo. 313 Gallery también fue la sede de "Alchemy", una noche semanal donde se exhibían bandas de rock gótico , industrial, dark rock, y darkwave. Por otro lado, CBGB operaba un pequeño café y bar a mediados de los años 1990 que servía pizza clásica neoyorquina entre otras cosas.
Alrededor del año 2000, CBGB entró en una prolongada disputa sobre supuestas rentas impagas  hasta que el dueño del local, el Comité de Residentes del Bowery, demandó en 2005 perdiendo el caso y sin llegar a un acuerdo de renovar el alquiler de CBGB que expiraba definitivamente en 2006. El club cerró después de su último concierto en el que tocó Patti Smith, el 15 de octubre de 2006. CBGB Radio se lanzó en la plataforma iHeartRadio en 2010, y el festival de música CBGB se inició en 2012. En 2013, el edificio donde antes estaba el CBGB, el 315 de Bowery, se añadió al Registro Nacional de Lugares Históricos como parte del Distrito Histórico del Bowery.

## Historia
CBGB fue fundado el 10 de diciembre de 1973, en el sitio donde Hilly Kristal tuvo, entre 1969 y 1972, un bar llamado Hilly's, en la calle Bowery y que tuvo que cerrar por quejas de los vecinos. Después del cierre, Kristal se enfocó en el club. Su nombre completo era CBGB & OMFUG iniciales de "Country, Bluegrass, Blues and Other Music for Uplifting Gormandizers (en inglés: "otra música para estimular glotones)." A pesar que un gormandizer (en inglés "goloso") es usualmente un voraz consumidor de comida, Kristal entendía que se podía también ser goloso de música." Kristal prendió que el ambiente sea de country, bluegrass, y blues junto con lectura de poesía pero cedió ante el movimiento estadounidense del punk rock. Unos pioneros en el género, the Ramones tocaron sus primeros shows en CBGB.

### Evolución
En 1973, mientras el futuro CBGB aún era Hilly's, dos muchachos locales - Bill Page y Rusty McKenna — convencieron a Kristal para dejarlos programar conciertos. En febrero de 1974, Hilly programó la banda local Squeeze a tocar los martes y miércoles marcando el cambio del club de country y bluegrass a bandas de rock.  Squeeze estaba liderado por el guitarrista Mark Suall, luego con la banda que era prácticamente de la casa "the Revelons", que incluía a Fred Smith de Television y JD Daugherty del Patti Smith Group. Aunque estas bandas no tocaban punk rock, ayudaron a establecer sus cimientos.  El colapso de augusto de 1973 del Mercer Arts Center dejó bandas sin sello con pocas opciones en Nueva York para tocar música original. Los refugiados del Mercer incluyen Suicide, The Fast, Ruby and the Rednecks, Wayne County, y the Magic Tramps — pronto empezaron a tocar en CBGB.

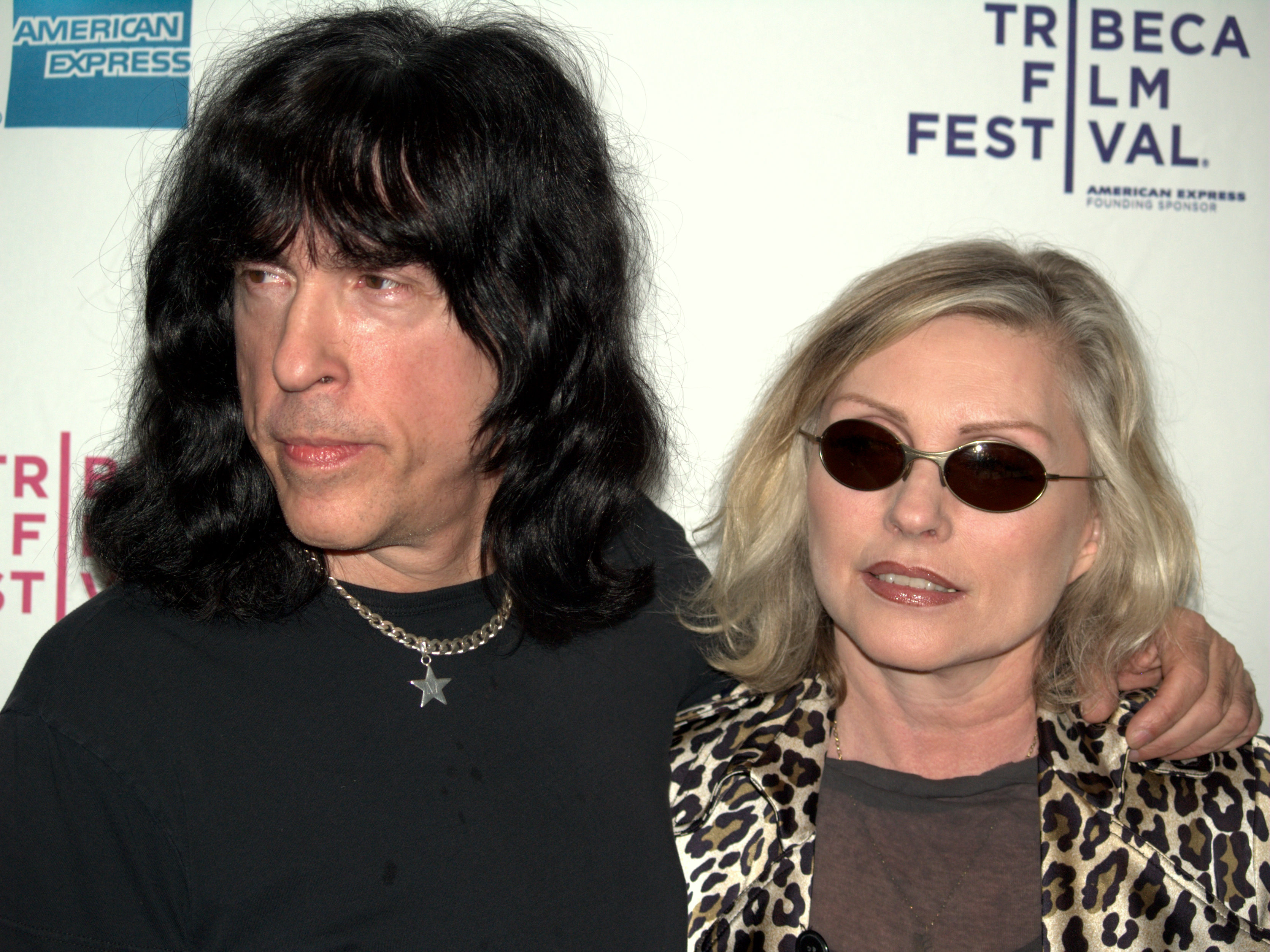
Marky Ramone de los Ramones y Debbie Harry de Blondie atendieron una exhibición del documental Burning Down the House: The Story of CBGB, sobre los días de apogeo del CBGB en el Festival de cine de Tribeca del 2009.

El 14 de abril de 1974, en la audiencia de la tercera presentación de Television estuvieron Patti Smith y Lenny Kaye, cuya banda Patti Smith Group debutó en CBGB el 14 de febrero de 1975. Otras presentaciones iniciales incluyeron la Dina Regine Band. Dennis Lepri era el guitarrista principal así como los Stillettoes que incluían a Deborah Harry como vocalistsa. La banda recién formada Angel y the Snake, después renombrada como Blondie, así como los Ramones llegaron en agosto de 1974. Mink DeVille, Talking Heads, the Shirts, the Heartbreakers, the Fleshtones siguieron poco después. En abril de 1977, The Damned tocó en el club siendo la primera vez que una banda punk británica tocara en los Estados Unidos.
Entre 1975 y 1976, Metropolis Video grabó algunos shows. Empezando en 1977, el cineasta de Metropolis Video Pat Ivers y su socio Emily Armstrong continuaron grabando shows en un proyecto denominado Advanced TV y después renombrado GoNightclubbing. Las películas de Ivers y Armstrong están disponibles en la Biblioteca de la New York University.
Las dos reglas de CBGB eran que una banda debía llevar su propio equipo y tocar principalmente canciones originales. Esto incluía la prohibición de bancas que hacían covers aunque las bandas regulares usualment tocan uno o dos covers en su setlist.  La creciente reputación de CBGB atrajo cada vez más artistas de fuera de Nueva York.  En 1978, el compositor new wave Elvis Costello abriría los shows para The Voidoids, mientras The Police tocaba en el CBGB por su primera gira estadounidense.  Mientras tanto, el CBGB se volvía famoso por los Misfits, Television, Patti Smith Group, Mink DeVille, the Dead Boys, the Dictators, the Fleshtones, the Voidoids, the Cramps, the B-52's, Blondie, Joan Jett & the Blackhearts, the Shirts, y Talking Heads. Aún en los años 1980, CBGB era el principal local de la escena underground del hardcore punk en Nueva York. Llamado "thrash day" (día de basura) en un documental de hardcore,[cita requerida] la noche de los domingos en el CBGB era matinée day, que se convirtió en una institución. Bandas de hardcore como Reagan Youth, Bad Brains, Beastie Boys, Agnostic Front, Murphy's Law, Cro-Mags, Leeway, Warzone, Gorilla Biscuits, Sick of It All, The Misfits, Sheer Terror, Stillborn y Youth of Today tocaban desde la tarde hasta la noche. En 1990, la violencia tanto dentro como afuera del local obligaron a Kristal a suspender los conciertos de hardcore, sin embargo CBGB volvió a programar hardcore algunas otras ocasiones. Durante los últimos años de CBGB no se prohibió ningún género.

### Controversia por el alquiler
En 2005, más allá de que su pago mensual de renta era de $19,000, CBGB fue demandado por $90,000 de pagos de renta supuestamente adeudados al propietario el Bowery Residents' Committee (BRC). Tras negarse a pagar hasta que un juez declare que la deuda era legítima, Kristal alegó que nunca había sido notificado del aumento escalonado de la renta durante varios años tal como señaló el director ejecutivo de BRC Muzzy Rosenblatt. El juez declaró que la deuda no tenía sustento porque nunca se notificó al club y que el CBGB debía ser declarado como un hito histórico pero también dejó constancia que Rosenblatt no había renovado el alquiler que expiraría pronto. Rosenblatt informó que apelaría.
Esperando la negativa de Rosenblatt a negociar la renovación del alquiler, Kristal aceptó un aumento en la renta pero no al monto de $55,000 que se creía que quería el BRC. Una corporación sin fines de lucro que buscaba dar vivienda a personas sintecho ubicada en los altos del CBGB y que sobrevivía a través de donaciones y la ayuda estatal, el BRC sólo tenía un inquilino comercial y había subido su renta a $35,000.  Kristal y el BRC alcanzaron un acuerdo en el que CBGB devolvería el inmueble el 30 de septiembre de 2006. Planeando mudar CBGB a Las Vegas, Kristal explicó "Nos vamos a llevar los urinarios. Me llevaré todo lo que pueda". La mudanza comentó "Debes llevarte todo y subastar en eBay lo que no quieras. ¿Por qué no? Alguien lo hará."

### Clausura

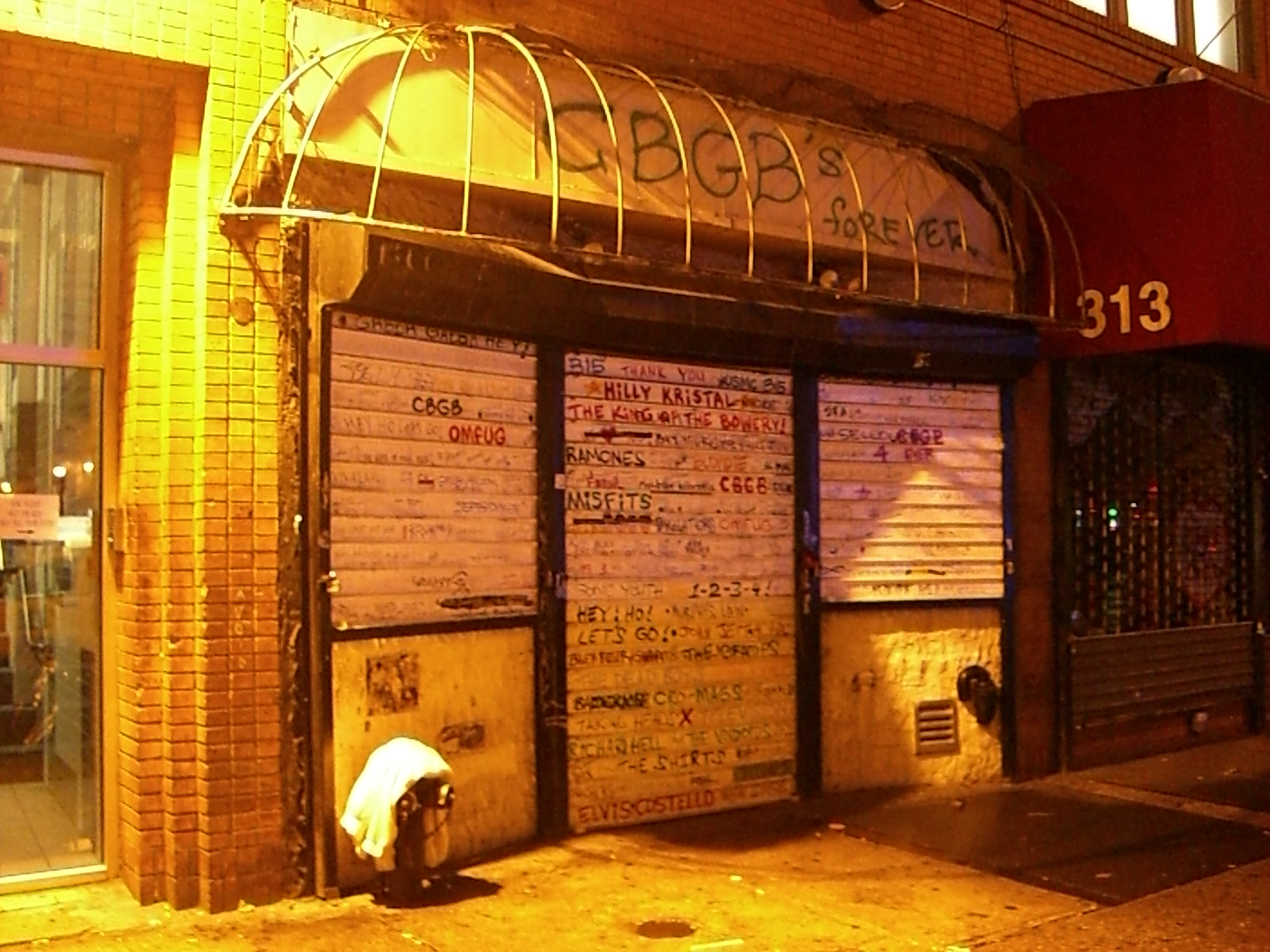
Vista exterior del CBGB en el día que cerró

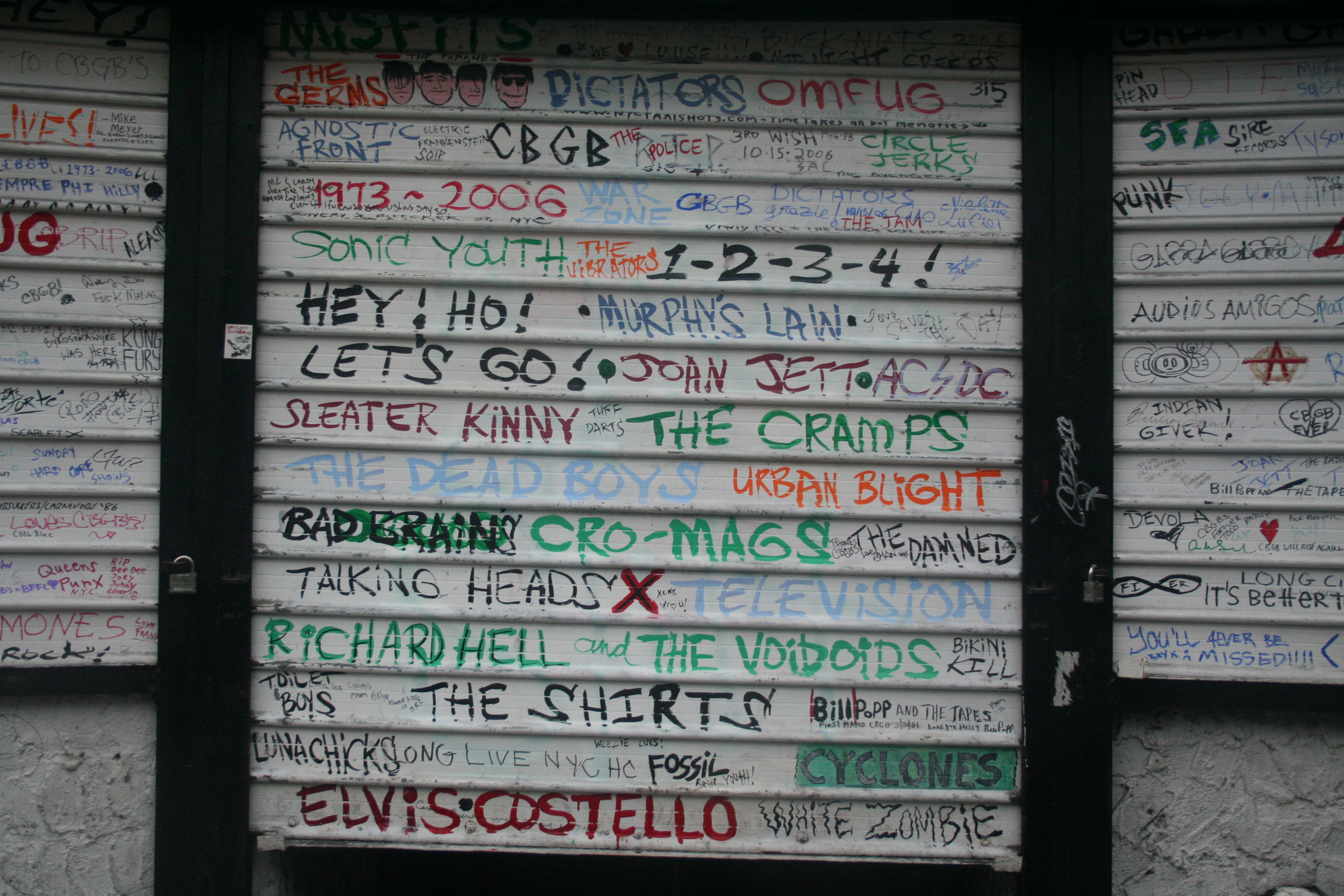
CBGB el día después de que cerrara

Muchas bandas de punk rock tocaron en el CBGB cuando se enteraron de que iban a cerrar en la esperanza de que pudieran evitarlo. Rocks Off, un promotor en Nueva York, organizó las semanas finales del CBGB con show en los que se presentarían "muchos de los artistas que hicieron famoso al club." Avail, the Bouncing Souls, y otros actos nuevos se dieron durante las últimas semanas, que incluían varias noches de Bad Brains y the Dictators y un set acústico de Blondie. El último show, transmitido en vivo por Sirius Satellite Radio el 15 de octubre, fue dado por Patti Smith, con la ayuda en algunas canciones de Flea de los Red Hot Chili Peppers. El guitarrista de Television Richard Lloyd, también tocó en algunas canciones incluyendo "Marquee Moon".  Cerca de finalizar, Smith y su banda tocaron "Gloria" alternando el coro con ecos del coro de "Blitzkrieg Bop" de los Ramones—Hey! Ho! Let's go!.  Durante "Elegie", su número final, Smith nombró músicos y otras figuras de la música que murieron desde que tocaron en el CBGB.  El 15 de octubre de 2006, después del último show de Patti Smith en el CBGB, el histórico bar y club cerró.

#### Repercusiones
Después de cerrar, el local se mantuvo abierto como una tienda de ropa con la marca del club y una tienda on-line hasta el 31 de octubre de 2006. La tienda de ropa con la marca del club se mudó al 19–23 de St. Mark's Place el 1 de noviembre y cerró después de casi dos años en el verano de 2008.
Hilly Kristal murió de complicaciones de cáncer de pulmón el 28 de agosto de 2007. A inicios de octubre, la familia y amigos de Kristal dieron un servicio memorial privado en el cercano local de la YMCA. Poco después, hubo un memorial público dado por el antiguo staff de CBGB y otras personas.
La viuda de Kristal, Karen Kristal y su hija, Lisa Kristal Burgman, litigaron sobre la alegada fortuna de $3 millones que era el patrimonio del club y transaron en junio de 2009 con Burgman recibiendo la mayoría del dinero que quedó después de realizar los pagos a acreedores e impuestos. En 2011 un grupo de inversores anónimos compraron las acciones restantes de CBGB, incluyendo la propiedad intelectual y los interiores originales del club. El local está hoy ocupado por una tienda de John Varvatos.
En diciembre de 2015 varias cadenas de noticias reportaron una reapertura del CBGB en el Aeropuerto Internacional de Newark como CBGB L.A.B. (Lounge and Bar) por el chef neoyorquino Harold Moore; que abrió a finales de ese mes.

## Local

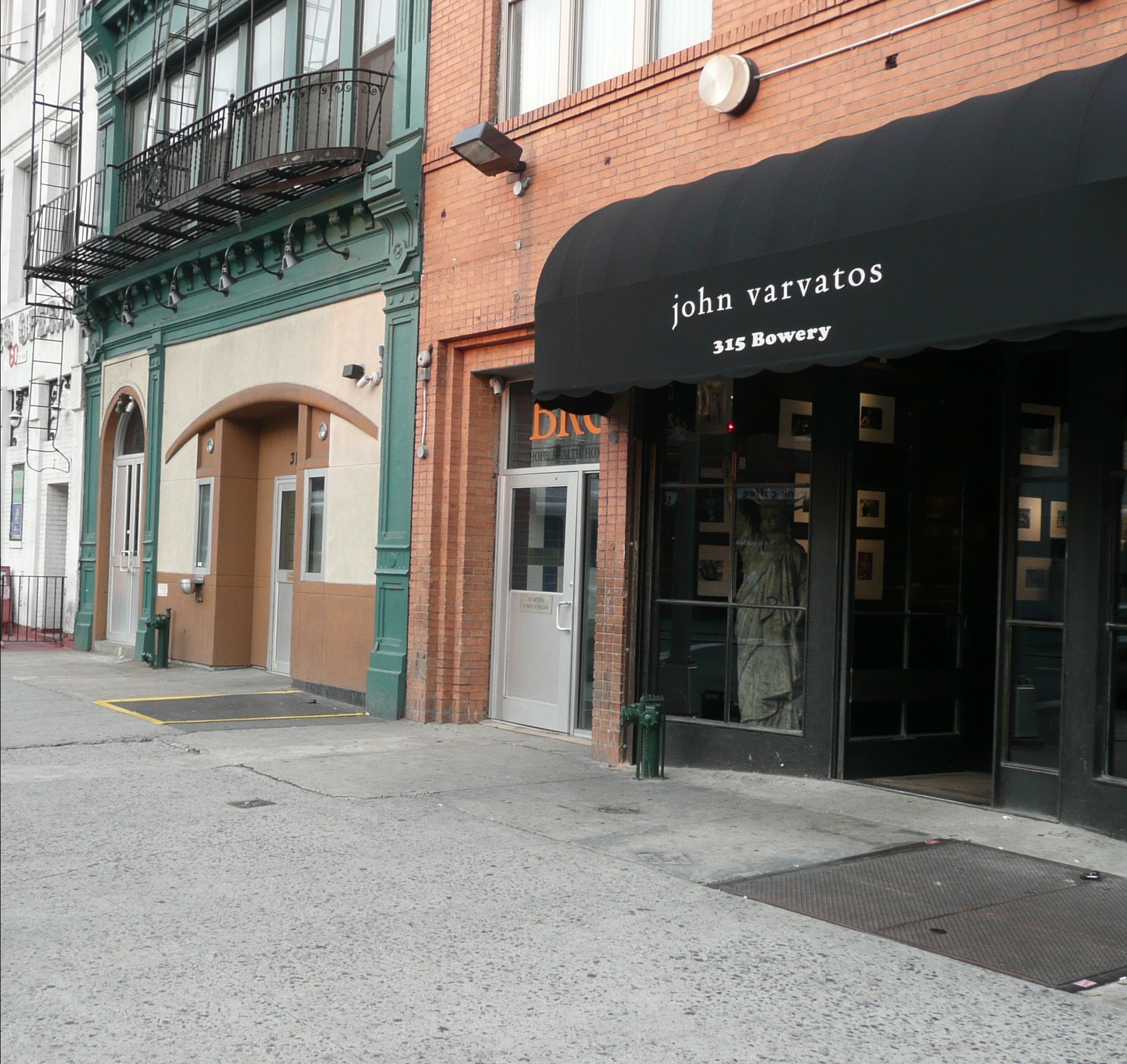
La tienda John Varvatos en el lugar donde estaba el CBGB

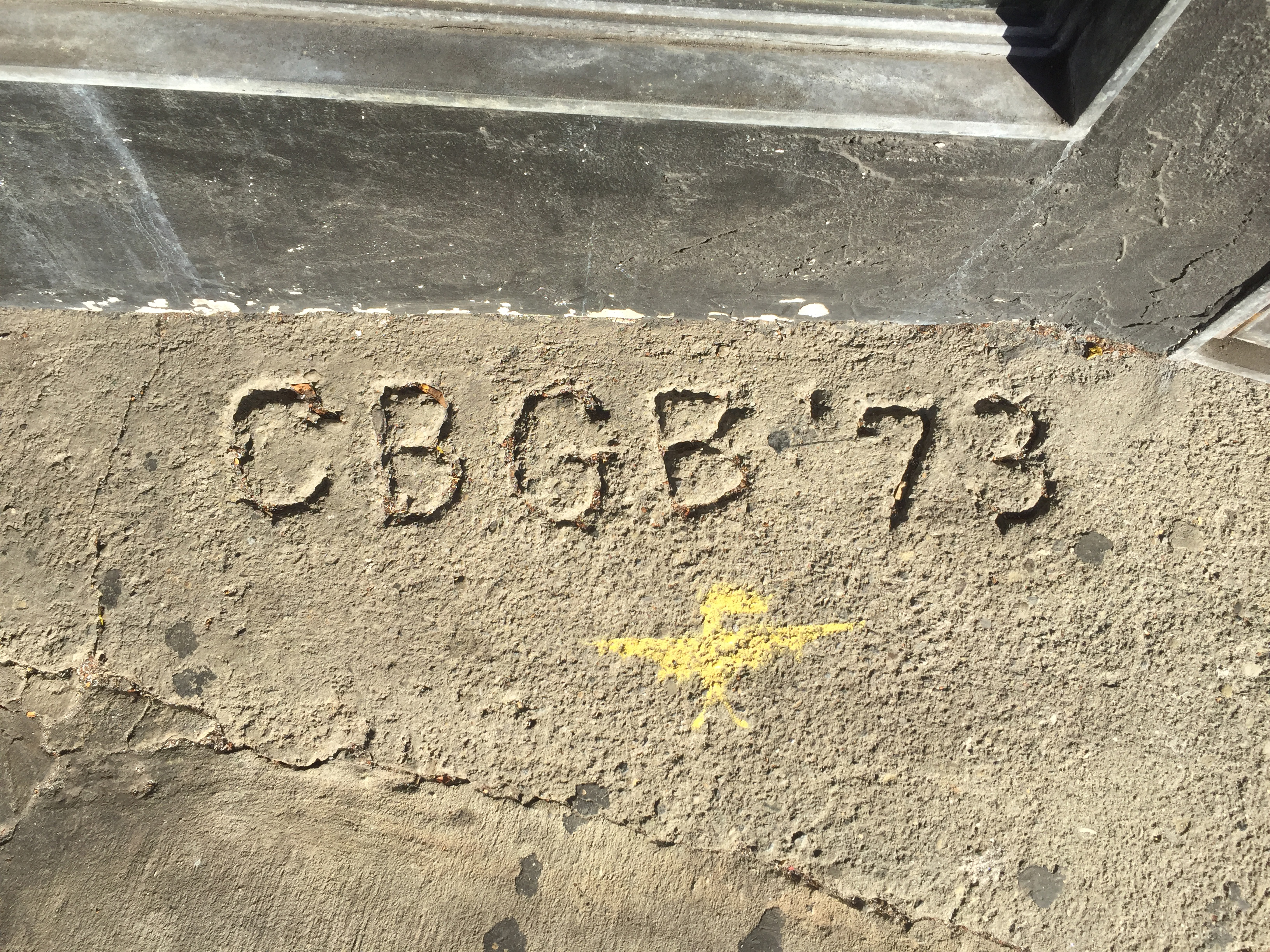
CBGB '73 al frente de la antigua ubicación

Para finales de 2007 el diseñador de moda John Varvatos planeó abrir una tienda en el antiguo lugar del CBGB en el 315 de Bowery, pero para mantener de manera alterada el legado del CBGB mantuvieron los stickers de rock and roll en las paredes y gran parte del graffiti en los baños así como algunos setlists, encontrados detrás de un muro, de shows realizados en el décimo aniversario del club en 1983. La tienda abrió en abril de 2008.
En 2008, la galería de arte del SoHo dedicada a la fotografía musical, the Morrison Hotel, abrió un segundo lugar en lo que alguna vez fue la galería del CBGB Gallery en el 313 de Bowery, pero la galería cerró en 2011. El edificio actualmente está ocupado por una tienda de ropa de la marca Patagonia.
Llamada como el "lugar extra", el callejón detrás del edificio se convirtió en un paseo peatonal. Cheetah Chrome de The Dead Boys dijo: "Todo Manhattan ha perdido su alma a los señores del dinero", y reflexionó "Si ese callejón hablara, lo habría visto todo". La nominación de CBGB como un hito histórico dio la siguiente explicación:

CBGB fue fundado en 1973 en el 315 de Bowery, en un antiguo saloon del siglo XIX en el primer piso de la casa Palace Lodging. El legendario escenario musical adoptó nuevos géneros de la música estadounidense, incluyendo el punk y el art rock, que definieron la cultura del downtown de Manhattan en los años 1970 y que aún resuenan hoy día. En este rol de incubadora cultural, el CBGB realizó la misma funcióni que los teatros y salas de concierto del pasado en el Bowery. El antiguo club, ahora ocupado por un negocio comercial, se mantiene como un sitio de peregrinaje para fanáticos musicales.

Hoy los visitantes pueden ver en el cemento de la entrada a la tienda de ropa, el nombre del escenario musical y la fecha en que fue fundado: "CBGB '73". La gente usualmetne se detiene y toma fotos de la inscripción así como de la fachada de la tienda.

## Influencia
El segundo toldo de CBGB, aquel que estuvo cuando el club cerró en 2006, fue llevado al lobby del Salón de la Fama del Rock and Roll en Cleveland.
El Festival CBGB produjo grandes conciertos gratuitos en Times Square y Central Park el 7 de julio de 2012. TAmbién mostraron cientos de bandas en locales alrededor de la ciudad. El festival también mostró docenas de películas de rock-n-roll en cines de todo Manhattan.
Dirigida por Randall Miller y protagonizada por Alan Rickman como Hilly Kristal, la película CBGB, acerca de Kristal y los orígenes del club fue estrenada en octubre de 2013 con duras críticas. Un punto icónico en la cultura popular estadounidense, la imagen de CBGB fue utilizada en varias oportunidades:
- CBGB estuvo en un video promocional durante la Candidatura de Nueva York a los Juegos Olímpicos de 2012.[43]
- CBGB aparece en el videojuego  Guitar Hero: Warriors of Rock.[44]
- La canción de Talking Heads "Life During Wartime" dice: ""This ain't no Mudd Club or CBGB … "[45]
- Una escena en la película de Woody Allen's Hannah y sus hermanas mostrando a Allen y Dianne Wiest viendo a 39 Steps fue filmado en el CBGB.
- En Bandslam, CBGB es mostrado como el lugar favorito del personaje principal William Burton con una visita al club cerrado.
- En la película de 1999 de Spike Lee Summer of Sam, Richie se vuelve un rockero punk y de ahí un cliente regular de CBGB.
- El episodio "Love, Springfieldian Style" de The Simpsons muestra un CBGB llamado "Comic Book Guy's Bar".
- La serie Californication abrió su sexta temporada con la primera escena del episodio "The Unforgiven" en el CBGB, donde Karen, trabajando como bartender, conoce a Hank. CBGB también fue mencionado en otros episodios de Californication.
- En la novela Nick and Norah's Infinite Playlist, Nick y Norah entran al CBGB cerrado.
- En Gilmore Girls, la banda Lane Kim de Hep Alien, amiga de Rory Gilmore, es programada para tocar en el CBGB.
- En el clip de Joan Jett & The Blackhearts' de "Good Music", Joan Jett deja una cena lujosa para ir a tocar en el CBGB.
- En episodio de la comedia The State, un sketch muestra un muchacho rompe el récord de más tiempo pasado parado en frente de CBGB fumando cigarrillos.
- Lana Del Rey cuenta de un trabajo cantando en el CBGB en su canción de lado B "Never Let Me Go".
- En el video musical de Guns N' Roses de su hit "Sweet Child o' Mine", el bajista Duff McKagan usa un polo con el logo de CBGB.
- En el video musical de Green Day de su hit de 1994 "Welcome to Paradise", el baterista Tre Cool usa un polo con el logo de CBGB.
- En la canción "Losing My Edge" de LCD Soundsystem, James Murphy menciona al CBGB como el club donde Daft Punk tocó por primera vez a los "muchachos roqueros".
- En la película 13 Going on 30, Matt Flamhaff (Mark Ruffalo) viste un polo de CBGB.
- La canción de Bon Jovi "What's Left of Me" del álbum What About Now grita: "Why they sold off CBGB's I don't understand." (porqué vendieron el CBGB, no lo entiendo).
- En el musical de Broadway Rent, Mark recuerda las paredes de su departamento que compartía con Roger, lleno de pósteres de conciertos en el CBGB."
- En la película Sex and the City 2, el flashback de Carrie Bradshaw la encuentra conociendo a Samantha mientras ésta trabajaba como bartender en el CBGB.
- CBGB aparece como una ubicación en el cómic Amazing Spider-Man Annual #14, de Marvel Comics, publicado en octubre de 1980.
- CBGB es referenciado en el episodio "Punk is Dead" del show televisivo de la cadena ABC TV Forever.
- En la canción de In The Shapers "Old School Punk Star", el local es referenciado en el puente : "...And to rock on at the CBGB ..."[46]
- En el video de la canción "What happened" de H2O "What happened", el actor neyorquino Michael Rappaport pregunta "what happened to CBGB?"
- La canción de Sick of It All "A Month Full of Sundays" recuerda las matinés de hardcore en el CBGB e incluye las líneas "Now CBs is closed, the building has been sold/They took away the heart but couldn't kill the soul."
- La final de la serie de HBO sobre la industria musical, Vinyl, incluye una escena mostrando a Hilly Kristal creando el concepto de "CBGB & OMFUG".
- CBGB fue resaltado en el episodio piloto de la serie Love Monkey de la CBS
- La canción de la banda de punk de Sunderland Spitfire Bullet "New York City" menciona la letra "Down CBGB'S to see The Ramones them boys are alright Joey's on a roll."
- La banda británica Half Man Half Biscuit canta la línea "I've had the CBGBs" en su canción "New York Skiffle" del álbum Editor's Recommendation.
- Una marquesina de la puerta puede ser vista en la película del 2006 sobre el Museo de la Historia del Rock & Roll, Tenacious D in The Pick of Destiny.
- CBGB puede ser visto en la parte trasera de una escena en el videojuego The Warriors.
- En la película Asthma, Gus dice "I miss old New York, like the 70s and 80s, CBGBs, the Ramones, mean streets … "
- La canción de The Waterboys "The Return Of Jimi Hendrix" incluye la línea "He did a forty-two minute/Cosmic rise in future shocks/Star Spangled Banner/In the back of CBGB."
- Regina/Roni usa un polo del CBGB shirt en la miniserie de ABC Once Upon A Time.
- El rapero Aesop Rock menciona al CBGB en su canción "Shrunk", "Telephone uncovered by purveyors of the ouija/Then checked against the CBGB women's room graffiti"[47]
- En episodio de la serie "Supernatural", Dean cuenta una historia donde él y Sam convencen a su padre, John, de ir a Nueva York y Dean se escapa para ir a CBGB donde John lo encuentra borracho.
- En el episodio 11 de la segunda temporada de the O.C., la actriz Mischa Barton que interpretaba a Marissa Cooper es vista usando un polo de la CBGB prestado por su interés romántico Alex Kelly, interpretado por Olivia Wilde.

## Bandas que tocaron en CBGB
- AC/DC
- Agnostic Front
- Blondie
- Bad Brains
- Beastie Boys
- Biohazard
- The B-52's
- The Casualties
- The Clash
- Cro-Mags
- The Damned
- Dead Boys
- Dead Kennedys
- D.R.I
- The Dictators
- Dr. Feelgood
- Elvis Costello
- Green Day
- Gorilla Biscuits
- Guns N' Roses
- Gut Instinct
- H2O
- Iggy Pop
- I.R.A.
- Jayne County
- The Jam
- Joan Jett
- Johnny Thunders & the Heartbreakers
- Kevin Johansen
- KoRn
- Laura Branigan
- Living Colour
- Madonna
- Madball
- The Miamis
- Mindless Self Indulgence
- Mink DeVille
- Minor Threat
- Nuclear Assault
- The Misfits
- Netman
- Patti Smith
- The Police
- Ramones
- Rancid
- Ratos de Porão
- La Renga
- Richard Hell & The Voidoids
- The Runaways
- Sentimiento Muerto
- Sex Pistols
- The Shirts
- Slipknot
- The Smashing Pumpkins
- Social Distortion
- Sonic Youth
- Suicide
- Talking Heads
- Television
- The Vibrators
- Thirty Seconds To Mars
- Tuff Darts
- Violent Femmes
- The Waitresses
- White Zombi
- 2 minutos
- The 101'ers

## Álbumes grabados en vivo en CBGB
- Live At CBGB's: The Home Of Underground Rock (1976)
- Live at CBGB's 1982 (1982)
- Live at CBGB's 1984 (1984)
- Live CBGB's NYC 1988 (1988)
- Live at CBGB's (1989)
- Live CBGB's NYC 1998 (1998)
- Live at CBGB (Kill Your Idols album) (2005)
- Live at CBGB's (Living Colour album) (2005)
- Live at CBGB's (VAST album) (2006)
- Live & Rare (2006)

## Películas en/sobre CBGB
- The Blank Generation (1976)
- What We Do Is Secret (2008)
- The Runaways (película) (2010)
- CBGB (película) (2013)
- Her Smell (2018)